# Seleção Canadense de Rugby Sevens Feminino
A Seleção Canadense de rugby sevens representa o Canadá nos torneios de rugby sevens. A equipe compete na Série Mundial Feminina de Rugby Sevens, na Copa do Mundo de Rugby Sevens, nos Jogos Olímpicos, nos Jogos Pan-americanos e nos Jogos da Commonwealth.
Elas participaram do 2021 Canada Women's Sevens em Vancouver e Edmonton. O Canadá terminou em terceiro em ambos os torneios.

## Desempenho

### Jogos Olímpicos
| 2016  | Semifinais     | 3   | 6  | 4  | 0 | 2 |
| 2020  | Fase de grupos | 9   | 5  | 3  | 0 | 2 |
| 2024  | Final          | 2   | 6  | 4  | 0 | 2 |
| Total | 0 títulos      | 0/3 | 17 | 11 | 0 | 6 |

### Copa do Mundo
| 2009  | Rodada final     | 6   | 6  | 3  | 0 | 3 |
| 2013  | Final            | 2   | 6  | 4  | 0 | 2 |
| 2018  | Quartas de final | 7   | 4  | 2  | 0 | 2 |
| 2022  | Quartas de final | 6   | 4  | 2  | 0 | 2 |
| Total | 0 títulos        | 0/4 | 20 | 11 | 0 | 9 |